# Краснокамск
Краснокамск (рус. Краснокамск) град је у Русији у Пермском крају. Према попису становништва из 2010. у граду је живело 51.929 становника.

## Становништво
Према прелиминарним подацима са пописа, у граду је 2010. живело 51.929 становника, 1.795 (3,34%) мање него 2002.
| 1939.  | 1959.  | 1970.  | 1979.  | 1989.  | 2002.  | 2010.  |
| ------ | ------ | ------ | ------ | ------ | ------ | ------ |
| 29.745 | 54.715 | 55.073 | 56.209 | 57.681 | 53.724 | 51.916 |